# Khadija Saye
Khadija Mohammadou Saye, née le 30 juillet 1992, morte le 14 juin 2017, également connue sous le nom de Ya-Haddy Sisi Saye, est une photographe gambo-britannique. Ses photographies explorent son identité gambo-britannique et ont été exposées à la Biennale de Venise en 2017 puis dans d'autres lieux. Khadija Saye est décédée dans l'incendie de la tour Grenfell en 2017.

## Biographie

### Enfance et débuts
Khadija Mahommadou Saye est née à Hammersmith le 30 juillet 1992. Elle fréquente d'abord l'école catholique romaine de filles Sion Manning à North Kensington. Adolescente, elle vit avec sa mère, Mary Ajaoi Augustus Mendy, au 20e étage de la Grenfell Tower à North Kensington.
L'artiste iranienne Sanaz Movahedi qui l'a côtoyée quelques années plus tard explique :
« Nous avons toutes les deux grandi dans de très petits appartements avec des mères fortes, et nous plaisantons sur le fait que, enfants, nous n'osions pas inviter des amis, non seulement à cause de la taille de nos appartements, mais aussi parce qu'ils étaient remplies d'objets étranges que nos amis reluquaient. Cependant, nos mères nous ont également appris à être fières de nos origines et à accepter nos différences. Nous avons également ri récemment du fait que nos familles respectives, en Gambie (pour Khadija) et en Iran (pour moi), nous considéraient comme des jeunes filles anglaises timides parce que nous manquions de confiance pour parler nos langues maternelles (wolof et farsi) et que nous finissions parfois par ne pas parler du tout. Ironiquement, ils oubliaient que nous comprenions tout ce qui se disait autour de nous et qu'écouter en silence pouvait ressembler à un jeu. On gagnait si on les surprenait à dire quelque chose de désobligeant sur nous - cruel, mais drôle. ».
À l'âge de 16 ans, elle obtient une bourse d'études pour la Rugby School, en Angleterre. Le contexte se révèle difficile pour elle : « C'était un monde complètement différent de celui auquel elle appartenait - elle vivait au sommet de la Grenfell Tower et l'école était remplie de personnes privilégiées qui semblaient parfois ne pas comprendre ce privilège » selon l’artiste Nicola Green,. Celle-ci poursuit en expliquant : « cela lui a permis de comprendre que la confiance est une chose mystérieuse - elle était à la recherche de cette confiance parce qu'elle l'avait vue. Je pense que cela lui a peut-être donné la ténacité et la détermination nécessaires pour la trouver en elle ».
Plus tard, elle fréquente l'Université des arts créatifs de Farnham et y obtient un diplôme de photographie. Elle installe son atelier dans l’appartement de la Grenfell Tower. Elle a pour mentor l'artiste Nicola Green et s'est liée également d'amitié avec le mari de cette dernière, le député de Tottenham David Lammy.

### Carrière
Ses travaux de photographe explorent son identité gambienne-britannique. Sa série de photographies intitulée Dwellings : in this Space we Breathe, basée sur les pratiques spirituelles gambiennes et utilisant un procédé photographique dit ferrotype, du XIXe siècle, a été exposée dans un pavillon de la 57e Biennale de Venise de mai à novembre 2017.
Le 13 juin 2017, le directeur d’une importance galerie britannique lui dit son intérêt pour ses œuvres présentées à Venise et la possibilité d’exposer dans la durée ses travaux et de porter commercialement son travail.
Le 14 juin 2017, Saye Khadija et sa mère décèdent toutes les deux dans l'incendie de la Grenfell Tower,.

## Postérité

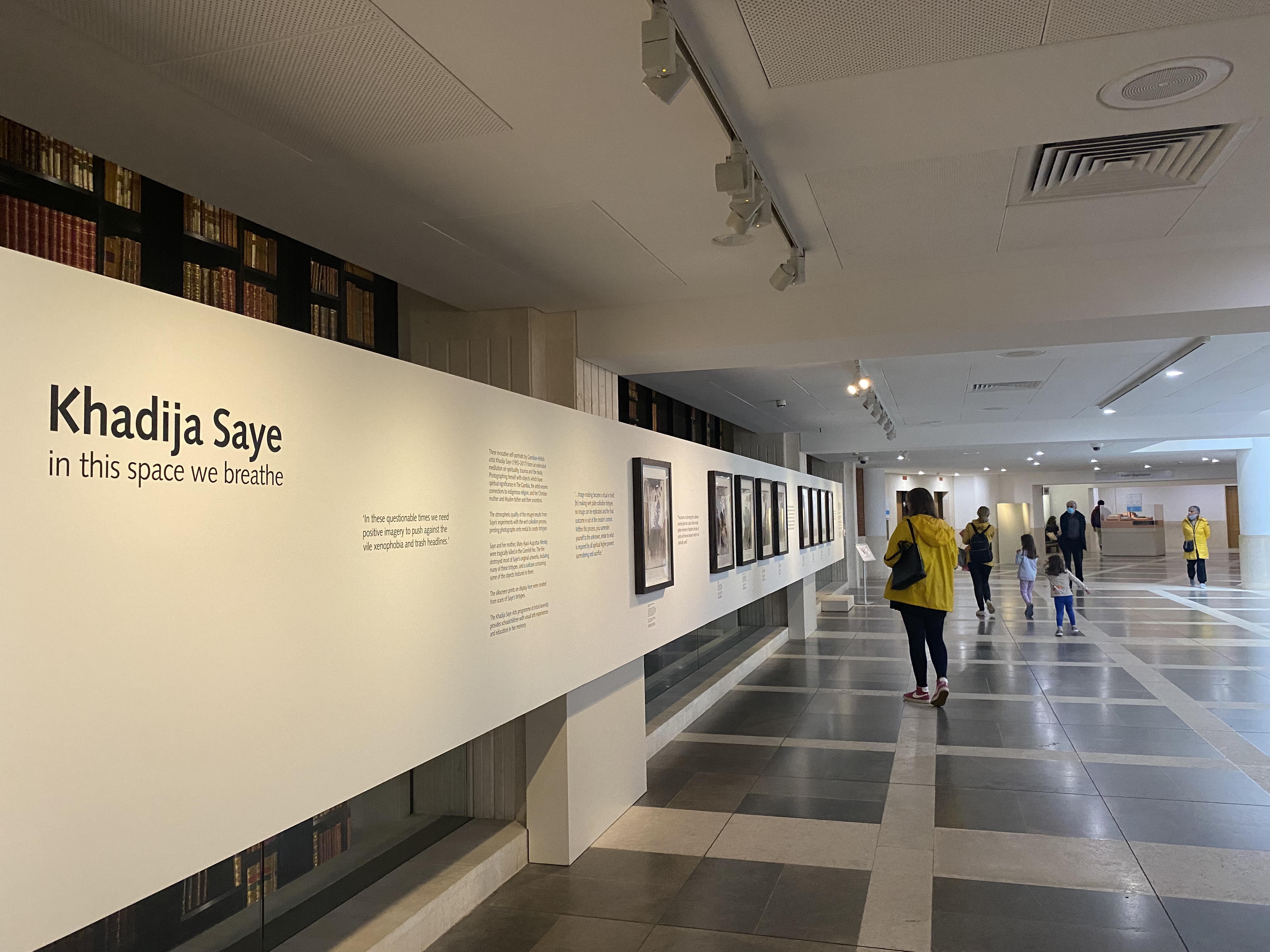
Exposition à la British Library, septembre 2021

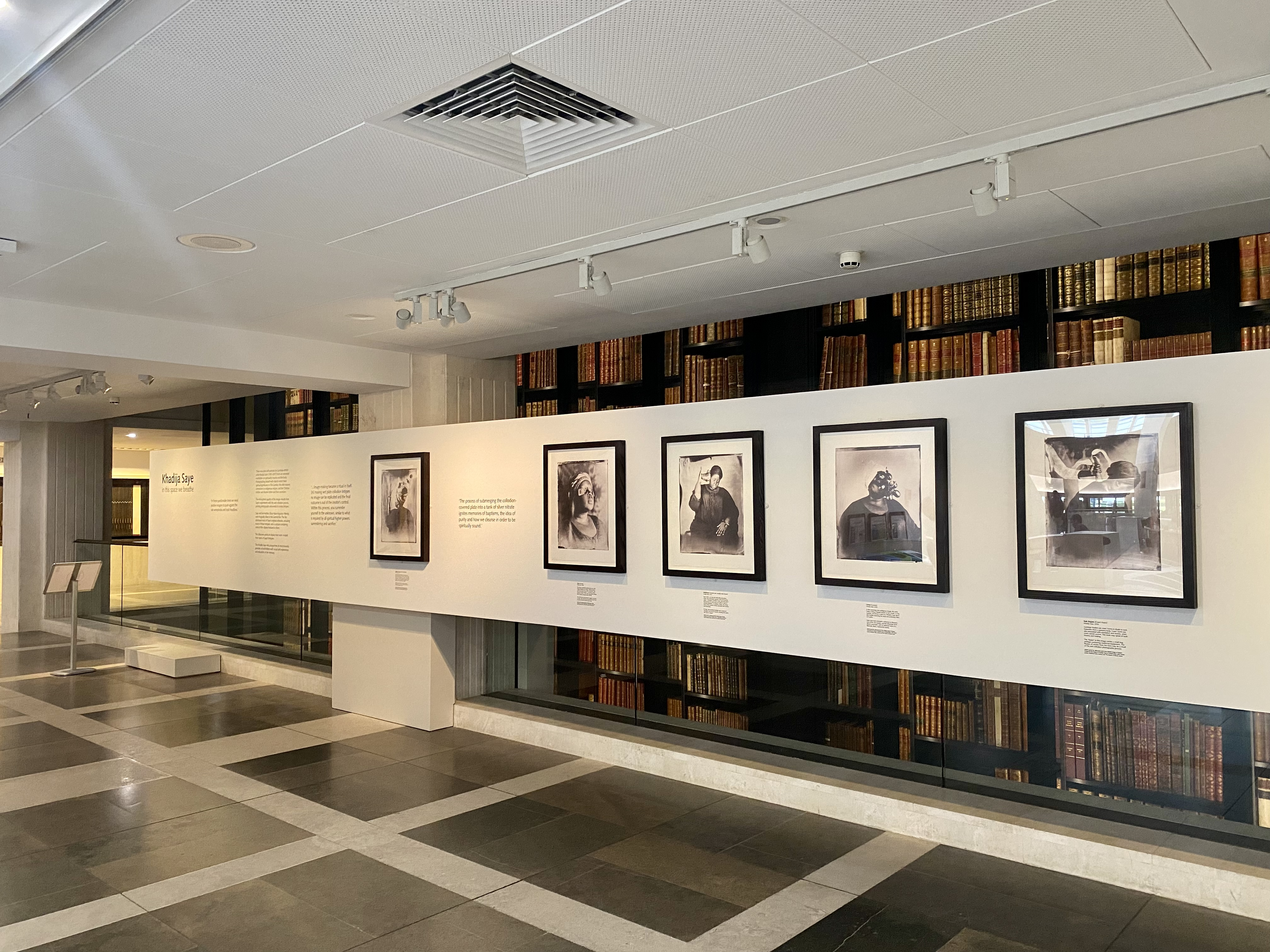
Exposition à la British Library, septembre 2021

Khadija Saye était une artiste en train d’émerger sur le marché de l’art britannique. Outre la présence d’une partie de ses travaux à Venise, d’autres expositions étaient en cours d’organisation au moment de sa mort et se sont concrétisées. De même, suite à l’attention créée par sa fin dramatique, quelques institutions ont tenu à faire connaître ses recherches photographiques. Les œuvres de Khadija Saye exposées à Venise ont ainsi été présentées dans différents lieux en Grande-Bretagne, comme à la Tate Britain, ou encore à la Kettle's Yard à Cambridge, à l’occaion de la réouverture de cette galerie en février 2018.
En 2018, les œuvres de Khadija Saye ont été vendues aux enchères chez Christie's. Nak Bejjen, l'un des ferrotypes de la série Dwelling : in this space we breath a été vendu pour 43 750 £. Entre le 2 octobre et le 2 novembre 2019, un portefeuille de neuf sérigraphies est exposé à la galerie Victoria Miro. Cela fait partie de Rock My Soul, une exposition d'artistes féminines noires organisée par l'artiste Isaac Julien. Entre le 23 octobre 2020 et le 1er août 2021, un ferrotype de Khadija Saye, Peitaw, est exposé à la British Library dans le cadre de l'exposition Unfinished Business : The Fight for Women's Rights. Parallèlement, le portefeuille de neuf sérigraphies de Khadija Saye, Dwelling : in this space we breath, est exposé dans l’Entrance Hall Gallery de la British Library du 3 décembre 2020 au 7 octobre 2021,.
Le parcours de Khadija Saye a montré également la difficulté de réussir sur le marché de l’art lorsqu’on est issu d’un milieu modeste et qu’on ne dispose pas d’un réseau de connaissances dans le milieu artistique. Un programme britannique portant son nom est créé en 2020, à l’initiative du député David Lammy, pour faciliter l’inclusion de jeunes issus de communautés défavorisées dans le marché de l'art et au sein des institutions culturelles. Il offre un soutien et un encadrement pour aider ces jeunes.